# 日本赤十字社長崎原爆諫早病院

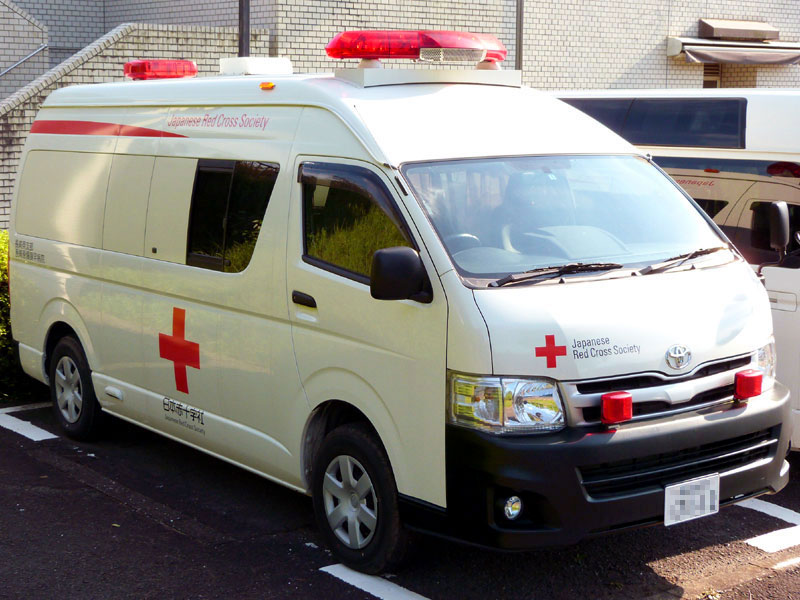
長崎原爆諫早病院の救急車

日本赤十字社長崎原爆諫早病院（にほんせきじゅうじしゃながさきげんばくいさはやびょういん）は、長崎県諫早市にある内科系医療機関である。日本赤十字社長崎県支部設置の病院である。人間ドック8床、亜急性期病床8床を備える。

## 沿革
- 2005年（平成17年）4月1日　県立病院再編整理計画を受け、長崎県立成人病センター多良見病院を長崎県から日本赤十字社に譲渡[4]。　内科系の病院として、長崎原爆諫早病院が開設。

## 診療科
- 内科
- 呼吸器科
- 消化器科
- 循環器科
- 放射線科
- リハビリテーション科

診療協働部門
- 看護部
- 放射線科
- 人間ドック
- 特定健診
- 医療連携室

## 医療機関の指定等
- 保険医療機関
- 老人保健法(老人医療)保健医療機関
- 労災保険指定医療機関
- 原爆被爆者援護法（原爆医療法）指定医療機関
- 結核指定医療機関
- 特定疾患治療研究事業受託医療機関
- 生活保護法指定医療機関（医療扶助）
- 障害者自立支援法（育成医療・更生医療）における心臓脈管外科に関する医療
- 肝炎治療に係る医療費助成に係る診断書作成指定医療機関
- 救急告示医療機関（二次救急）

## 指定・認定等
- 救急告示病院
- 第二次救急指定病院
- 結核指定医療機関
- 第二種感染症指定医療機関
- 日本内科学会認定教育関連病院
- 日本呼吸器学会認定施設
- 日本呼吸器内視鏡学会認定施設
- 日本睡眠学会睡眠医療認定医療機関
- 日本感染症学会認定研修施設
- 日本消化器病学会認定施設
- 日本消化器内視鏡学会指導施設
- 日本高血圧学会専門医認定研修施設

2017年（平成29年）4月1日現在

## 交通アクセス
列車
- JR長崎本線（快速・普通）喜々津駅、下車。タクシー約3分程度、徒歩約10分程度。

バス（長崎県営バス）
- 直行便諫早駅前ターミナル発、諫早日赤病院着。
- 普通バス「諫早日赤病院前」停留所、下車（徒歩約3分程度）。